# The Man Who Killed Don Quixote
The Man Who Killed Don Quixote ist ein Spielfilm des amerikanisch-britischen Regisseurs Terry Gilliam aus dem Jahr 2018.

## Handlung
Der zynische Werberegisseur Toby findet sich in den Wahnvorstellungen eines alten spanischen Schuhmachers gefangen, der sich selbst für Don Quijote hält. Während die gemeinsam erlebten Abenteuer komische und zunehmend surreale Wendungen nehmen, wird Toby mit den Folgen eines Ereignisses aus seiner eigenen Vergangenheit konfrontiert. Als junger und idealistischer Regisseur drehte er einst einen Film, der die Hoffnungen und Träume eines kleinen spanischen Dorfes für immer veränderte. Es stellt sich die Frage, ob Toby Wiedergutmachung leisten und auf diese Weise seine Menschlichkeit zurückerlangen kann.

## Die ersten gescheiterten Realisierungen

### Erster Versuch (1998–2000)
Die Dreharbeiten begannen zunächst im Oktober 2000. Wegen widriger Umstände, einer zu optimistischen Finanzierung und vor allem einer Erkrankung des Hauptdarstellers Jean Rochefort, musste die Produktion jedoch bereits nach wenigen Tagen abgebrochen werden. In der Folge fielen sowohl das Filmmaterial als auch die Drehbuchrechte an eine deutsche Versicherungsgesellschaft.
Das Scheitern der Dreharbeiten wurde durch ein unabhängiges Filmteam des amerikanischen Regisseurs Keith Fulton begleitet. Aus dem Material entstand der preisgekrönte Dokumentarfilm Lost in La Mancha.

### Zweiter Versuch (2003–2016)
Im Mai 2006 gab Terry Gilliam bekannt, dass alle rechtlichen Streitigkeiten mit der deutschen Versicherungsgesellschaft beigelegt seien und die Dreharbeiten wieder aufgenommen würden. Als neuer Hauptdarsteller wurde Robert Duvall verpflichtet. Statt Johnny Depp sollte Ewan McGregor die zweite Hauptrolle übernehmen. Das Budget wurde von 35 Millionen US-Dollar auf 20 Millionen US-Dollar verringert. Trotzdem gab es weiterhin Probleme mit der Finanzierung. Im Herbst 2010 gab Gilliam beim Deauville Filmfestival an, dass die Dreharbeiten frühestens im September 2011 beginnen würden.

## Produktion (2014–2018)

### Vorproduktion

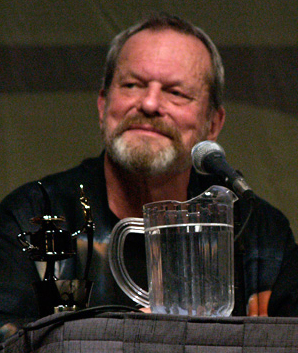
Regisseur, Drehbuchautor und Produzent Terry Gilliam

Im Januar 2014 gab Gilliam die Wiederaufnahme der Vorproduktion für den Film bekannt. Zunächst sollte John Hurt Robert Duvall in der Rolle des Don Quixote ersetzen.

### Besetzung

Hauptdarsteller des Films Jonathan Pryce

Die Hauptdarsteller wurden wieder gewechselt: Die Rolle des Don Quixote übernimmt nun Jonathan Pryce, der bereits in Gilliams Film Brazil (1985) die Hauptrolle innehatte und seither in zwei weiteren Filmen von Gilliam aufgetreten war, Adam Driver übernahm die Rolle des Toby, Stellan Skarsgård als der Vorgesetzte von Tobi und Olga Kurylenko als die Frau des Vorgesetzten.

### Dreharbeiten
Die Dreharbeiten begannen im März 2017 und endeten Anfang Juni 2017. Gedreht wurde u. a. in der spanischen Region Navarra, auf der Insel Fuerteventura und in der portugiesischen Klosteranlage Convento de Cristo (seit 1983 Weltkulturerbe).

### Filmmusik

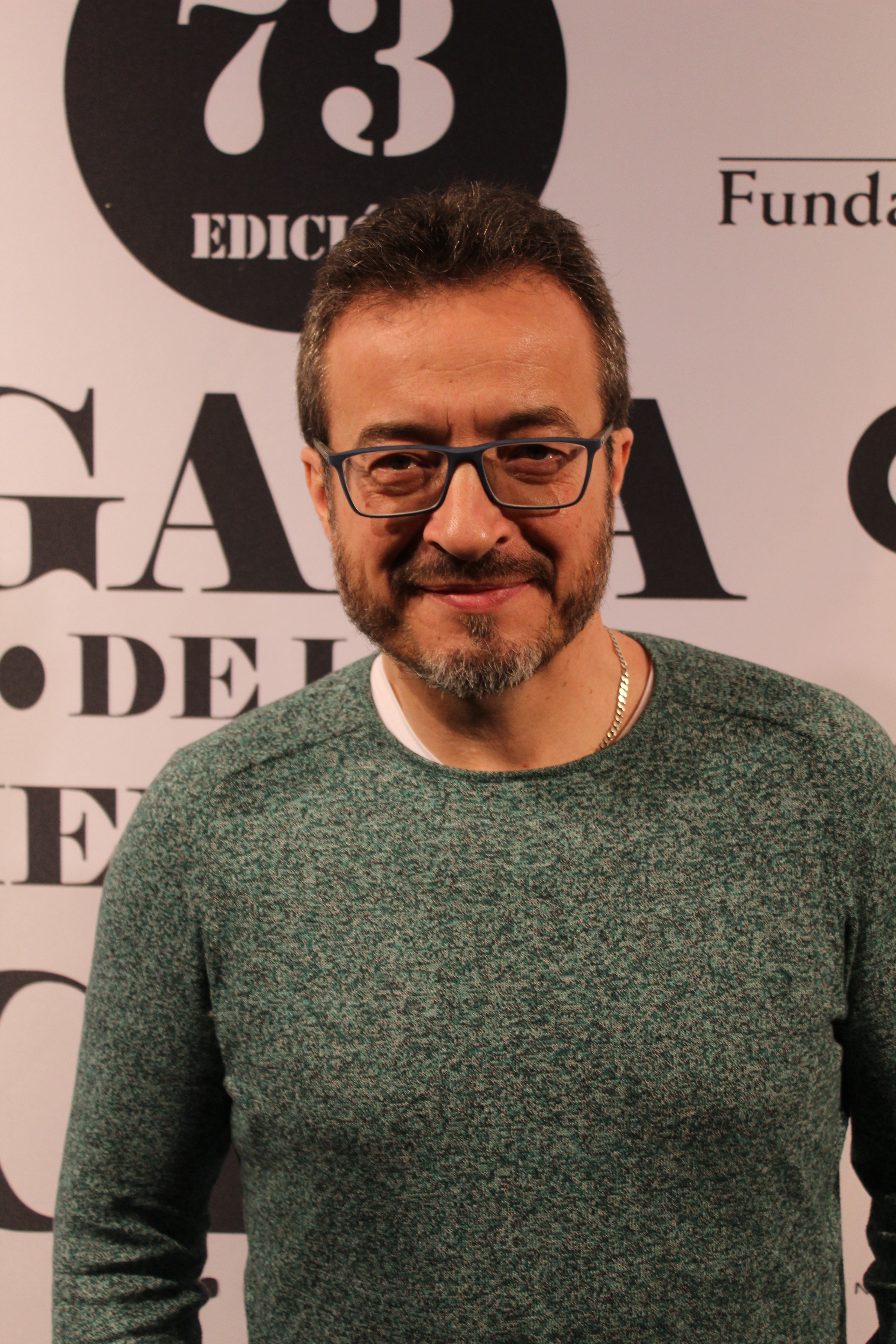
Komponist Roque Baños, 2018

Die Filmmusik wurde von Roque Baños komponiert. Der Soundtrack zum Film, der 19 Musikstücke umfasst, wurde Mitte Juni 2018 von Meliam Music als Download veröffentlicht.

## Veröffentlichung und Folgen
Am 19. Mai 2018 feierte der Film seine Weltpremiere als Abschlussfilm bei den Internationalen Filmfestspielen von Cannes 2018. Am 30. Juni 2018 war die deutsche Erstaufführung des Filmes beim Filmfest München. Der deutsche Kinostart fiel auf den 27. September 2018. The Man Who Killed Don Quixote ist den inzwischen verstorbenen Schauspielern Jean Rochefort und John Hurt gewidmet, die zu früheren Zeitpunkten als Darsteller des Don Quixote vorgesehen waren.

### Rechtsstreit mit Paulo Branco
Im Juni 2018 verlor Terry Gilliam einen Rechtsstreit in Frankreich gegen den Filmproduzenten Paulo Branco. 2016 hatte Gilliam mit Branco und der Produktionsfirma Alfama Films einen Vertrag abgeschlossen. Nachdem sich die Vertragspartner zerstritten, suchte sich Gilliam neue Geldgeber, um das Projekt trotzdem umzusetzen, nach Ansicht des Pariser Gerichts zu Unrecht. Nachdem in den Medien zunächst berichtet worden war, dass die Entscheidung des Gerichts bedeute, dass Gilliam die Rechte an seinem Film verloren habe, hat Produzentin Mariela Busuievsky gegenüber der spanischen Presse erklärt, dass die Gerichtsentscheidung zwar eine von Gilliam an Brancos Produktionsgesellschaft zu entrichtende Entschädigung bedeute, Gilliam aber die Rechte am Film behalten habe. Branco habe, so Busuievsky, seinen Sieg übertrieben dargestellt. Kein Frame des Films sei unter dem Vertrag zwischen Gilliam und Branco gedreht worden, womit sich der Rechtsstreit auch nicht auf die Veröffentlichung auswirke.